# Isohypsibius marcellinoi
Isohypsibius marcellinoi är en djurart som tillhör fylumet trögkrypare, och som först beskrevs av Maria Grazia Binda och Giovanni Pilato 1971.  Isohypsibius marcellinoi ingår i släktet Isohypsibius och familjen Hypsibiidae. Inga underarter finns listade i Catalogue of Life.